# 小林一平
小林 一平（こばやし いっぺい、1947年 - 2015年2月12日）は、日本の映画プロデューサー。
東京都出身。
父である小林大平が助監督を務めた縁で、原爆投下の惨状を描いた映画『ひろしま』の上映活動を全国で続けていた。
2015年2月12日、心筋梗塞のため死去。